# Tittmoning
Tittmoning là một thị xã ở huyện Traunstein, bang Bayern, Đức.